# Polyrhachis frauenfeldi
Polyrhachis frauenfeldi är en myrart som beskrevs av Mayr 1862. Polyrhachis frauenfeldi ingår i släktet Polyrhachis och familjen myror.

## Underarter
Arten delas in i följande underarter:
- P. f. frauenfeldi
- P. f. sanguinea